# Croatia Open 2002
Croatia Open 2002 — тенісний турнір, що проходив на кортах з твердим покриттям у місті Умаг, Хорватія з 15 липня . Належав до категорії ATP International Series, був турніром серії Відкритий чемпіонат Хорватії з тенісу 2002 року.

## Фінальна частина

### Одиночний розряд
Карлос Моя —  Давид Феррер 6–2, 6–3

### Парний розряд
Франтішек Чермак /  Юліан Ноул —  Альберт Портас /  Фернандо Вісенте 6–4, 6–4